# The Front Bottoms
The Front Bottoms é uma banda punk e indie rock estadunidense de Nova Jérsei. A banda consiste em: Brian Sella (vocais, guitarra), Mat Uychich (bateria), Tom Warren (baixo) e Ciaran O'Donnell (teclado, guitarra, trompete)

## História
Brian Sella (vocalista, guitarrista e letrista) e seu amigo de infância Matthew Uychich (baterista) começaram a tocar juntos usando o nome The Front Bottoms. Logo depois, o irmão de Uychich, Brian Uychich (teclado e vocais) se juntou à banda.
No outono de 2010, Brian Uychich deixou a banda para poder se concentrar na faculdade. Foram adicionados à formação para tour, os membros Drew Villafuerte (baixo e teclado), que depois também se desligou da banda em meados de 2012. Ele foi substituído por Tom Warren e Ciaran O'Donnell, membros de tour atuais.

## Primeiros trabalhos (2007-2010)
Em agosto de 2007, após Brian Sella (vocais, guitarra, letrista) terminou o seu primeiro ano de faculdade, ele e seu amigo de infância Mathew Uychich (bateria) começaram a tocar juntos sob o nome de The Front Bottoms. Logo depois, o irmão de Matthew, Brian Uychich  (teclado e vocal) começou a praticar teclado. Brian pediu para se juntar à banda, tocar um teclado velho que ele encontrou no sótão da família Uychich. Isto completou a formação original, com o qual foram registrados os dois primeiros álbuns e EP.
The Front Bottoms passou os próximos anos tocando localmente em torno de New Jersey e, eventualmente, fizeram extensas turnês por todo o país. Entre passeios, Sella trabalhava em uma mercearia e Uychich trabalhou em paisagismo. Durante este tempo, eles lançaram um álbum chamado I Hate My Friends, em 2008, um EP intitulado Brothers Can't Be Friends no mesmo ano, e um segundo álbum em 2009 chamado My Grandma vs Pneumonia. Além disso, uma cassete de 5-canções, foi feito à mão pela banda em 2009 chamado Calm Down and Breathe que contou com três canções que mais tarde seriam labçadas em seu álbum auto-intitulado com o nome da banda ("Father," "Swimming Pool," and "The Beers") bem como duas outras faixas ("More Than It Hurts You" e "The Bongo Song"). Somente 30 dessas fitas foram feitas.

## The Front Bottomse sucesso (2010-presente)
Por volta de 2010, a banda começou a escrever un material para o que se tornaria o seu álbum The Front Bottoms. Eles lançaram um EP chamado "Slow Dance To Soft Rock", que continha seis faixas mais tarde remasterizado para o LP. Um segundo EP, "Grip N' Tie", foi planejado para ser lançado no final desse ano, mas foi cancelado. As músicas que estavam nela foram em vez combinado com o EP anterior para produzir um álbum inteiro. No final de 2010, a banda filmou um vídeo para a música "Maps" e postou no YouTube, o que lhes dava uma grande exposição. Em 2 de junho de 2011, a banda anunciou que eles assinaram com a Bar/None Records e lançaria seu primeiro álbum de estúdio auto-intitulado em 6 de Setembro de 2011.
A partir do outono de 2010, Brian Uychich deixou a banda para se concentrar na escola em tempo integral. Ele então começou uma nova banda conhecida como Zak Spade and The Love Enemies, dos quais Sella e Mat Uychich & Lee Hartney são supostos membros. Eles substituíram-no com um novo membro de turnê, Drew Villafuerte, que também toca baixo, além de teclados. Por volta de 2012, Villafuerte parou em turnê com a banda, bem como, citando a extensa turnê como "muito difícil". Ele foi substituído por Tom Warren e Ciaran O'Donnell.
Em março de 2013, The Front Bottoms divulgou um vídeo para "Twin Size Mattress" no YouTube em promoção de seu próximo álbum. Segundo álbum de estúdio The Front Bottoms, Talon of the Hawk, foi lançado em 21 de maio de 2013.
Em 17 de junho, 2014, a banda lançou um EP intitulado "Rose". "Rose" é um registro 6 faixa que contém 6 músicas previamente ouvido em seus lançamentos iniciais independentes que foram re-gravadas. Em 18 de abril de 2015, Run For Cover e Bar/None Records lançaram duas músicas da banda, e duas músicas pelo PIB rapper em uma fração de EP, intitulado "Liberty and Prosperity". Ele apresenta as canções "Wolfman" e "Handcuffs".
Em junho de 2015, foi anunciado que havia assinado com a gravadora Fueled By Ramen.
The Front Bottoms lançou seu terceiro álbum de estúdio, "Back On Top" em 18 de setembro de 2015 através da Fueled By Ramen.

## Membros
Membros atuais
- Brian Sella - vocais, guitarra (2006–presente)
- Mat Uychich - bateria (2007–presente)
- Tom Warren - baixo, backing vocais (2012–presente)
- Ciaran O'Donnell - guitarra, trompete (2012–presente)

Ex-integrantes
- Brian Uychich - teclas, backing vocais (2007 - 2010)
- Drew Villafuerte - baixo, teclas - membro de turnê (2010 - 2012)

## Discografia

### Álbuns
- I Hate My Friends (2008)[4]
- My Grandma vs. Pneumonia (2009)[5]
- The Front Bottoms (2009)
- The Front Bottoms (Bar/None Records, 6 de Setembro de 2011)
- Talon of the Hawk (Bar/None Records, 21 de Maio de 2013)[6]
- Back on Top ( Fueled By Ramen 2015)[7]
- Going Grey (Fueled by Ramen 2017)

### EPs
- Brothers Can't Be Friends (2008)
- Slow Dance to Soft Rock (2010)
- Summer of Steroids (Bar/None Records, 2011)
- Rose (Bar/None Records, 17 de Junho de 2014)[8]

### Splits
- GDP/The Front Bottoms (Liberty and Prosperity) (18 de Abril de 2015)